# Siegfried Landshut

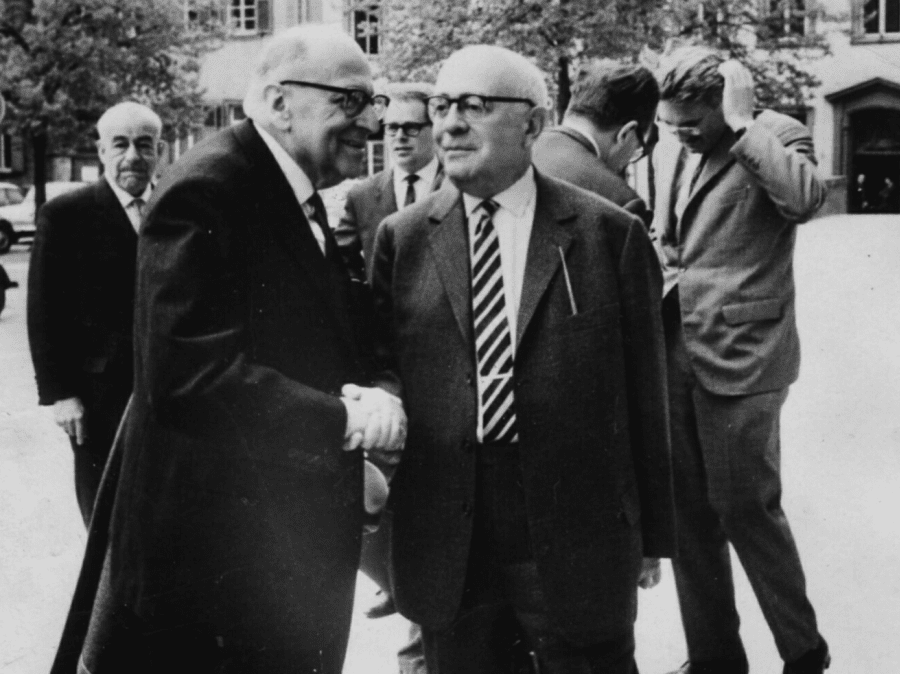
Siegfried Landshut (i bakgrunden till vänster) på ett foto med Max Horkheimer (framme till vänster), Theodor W. Adorno (framme till höger) och Jürgen Habermas (i bakgrunden till höger), 1964 i Heidelberg.

Siegfried Landshut, född 7 augusti 1897 i Strassburg, död 8 december 1968 i Hamburg, var en tysk sociolog, statsvetare och marxist. Han var professor i sociologi och statsvetenskap vid Hamburgs universitet 1951 till 1965. Landshut gav bland annat ut Karl Marx tidiga skrifter under titeln Karl Marx: Die Frühschriften (1932).